# Cupa Mondială de Baschet Masculin din 2019 - Grupa O
Grupa O de la Cupa Mondială de Baschet Masculin din 2019 a fost o grupă pentru stabilirea clasamentului din cadrul Cupei Mondiale de Baschet Masculin din 2019 care și-a desfășurat meciurile la Dongfeng Nissan Cultural and Sports Centre, Dongfeng. Echipele din această grupă sunt cele care s-au clasat pe ultimele două locuri din grupele preliminare Grupa E și Grupa F. Echipele au jucat contra celorlalte două echipă din cealaltă grupă. După ce toate meciurile au fost jucate, echipa de primul loc a fost clasată în zona locurilor 17-20, echipa de pe locul al doilea a fost clasată în zona locurilor 21-24, echipa de pe locul al treilea a fost clasată în zona locurilor 25-28, iar echipa de pe locul al patrulea a fost clasată în zona locurilor 29-32.

## Clasament
| Loc | Echipa        | MJ | V | Î | PM  | PP  | PD   | Pct |
| --- | ------------- | -- | - | - | --- | --- | ---- | --- |
| 1   | Noua Zeelandă | 5  | 3 | 2 | 497 | 470 | +27  | 8   |
| 2   | Turcia        | 5  | 2 | 3 | 434 | 427 | +7   | 7   |
| 3   | Muntenegru    | 5  | 1 | 4 | 370 | 406 | −36  | 6   |
| 4   | Japonia       | 5  | 0 | 5 | 334 | 464 | −130 | 5   |

## Meciuri

### Noua Zeelandă vs. Japonia
| 7 septembrie 2019 15:30 |

| Raport |

| Noua Zeelandă                                  | 111–81 | Japonia                                      |
| Scorul pe sferturi: 29–29, 26–10, 27–22, 29–20 |        |                                              |
| Pt: Webster 27 Rec: Fotu 10 Pase: Webster 9    |        | Pt: Fazekas 31 Rec: Fazekas 9 Pase: Tanaka 5 |

### Turcia vs. Muntenegru
| 7 septembrie 2019 19:30 |

| Raport |

| Turcia                                         | 79–74 | Muntenegru                                               |
| Scorul pe sferturi: 16–26, 16–11, 17–21, 30–16 |       |                                                          |
| Pt: Osman 19 Rec: Birsen 8 Pase: Wilebekin 13  |       | Pt: Vučević 20 Rec: Dubljević 8 Pase: Popović, Vučević 5 |

### Japonia vs. Muntenegru
| 9 septembrie 2019 15:30 |

| Raport |

| Japonia                                        | 65–80 | Muntenegru                                             |
| Scorul pe sferturi: 16–26, 17–14, 18–21, 14–19 |       |                                                        |
| Pt: Watanabe 34 Rec: Watanabe 9 Pase: Baba 5   |       | Pt: Vučević 18 Rec: Bjelica, Vučević 7 Pase: Needham 8 |

### Turcia vs. Noua Zeelandă
| 9 septembrie 2019 19:30 |

| Raport |

| Turcia                                             | 101–102 | Noua Zeelandă                                  |
| Scorul pe sferturi: 31–26, 22–24, 24–24, 24–28     |         |                                                |
| Pt: Osman 32 Rec: Birsen, Osman 6 Pase: Wilbekin 7 |         | Pt: Fotu, Loe 17 Rec: Delany 7 Pase: Webster 5 |